# Aden (roman)
Aden est un roman d'Anne-Marie Garat publié le 28 août 1992 aux éditions du Seuil et ayant reçu le prix Femina et le Prix Renaudot des lycéens la même année.

## Résumé
Aden Seliani, analyste-programmateur, rentre d'une mission à New York avec deux jours d'avance. Fatigué par le voyage, il retrouve sans plaisir particulier son domicile parisien. Il doit reprendre contact avec sa femme, Kerin : ils sont séparés depuis trois ans et elle demande maintenant le divorce, mais il est encore hanté par son souvenir. Il se propose aussi de profiter du weekend pour passer dans les bureaux de l'Agence de services informatiques qui l'emploie : jusqu'ici il a contribué à créer des logiciels spécialisés, sans états d'âme particuliers, mais des soupçons lui sont venus et il veut désormais savoir pour qui et à quoi il travaille.
Consentira-t-il à s'éloigner définitivement de Kerin et de son fils Paul ? Renoncera-t-il à son poste d'auxiliaire de direction au sein de l'ASI ? Alors surgit un nouveau motif de préoccupation: il apprend que sa mère, Iana, a été hospitalisée après une chute dans la rue. Trois jours durant, à plusieurs reprises, il se rend à l'hôpital, à son bureau et au domicile maternel : ses allées et venues de Paris à la banlieue et inversement sous-tendent le récit et à travers elles Aden va partir à la recherche de lui-même ; quand le récit prend fin, Aden est prêt à suivre les chemins de l'écriture, en quête de sa véritable identité.

## Éditions
- Aden, éditions du Seuil, 1992,  (ISBN 978-2-02-013184-1)